# Angels & Demons
Angels & Demons (Anjos e Demônios no Brasil e Anjos e Demónios em Portugal) é um romance policial do escritor Dan Brown que conta a primeira aventura de Robert Langdon. Foi publicado originalmente pela editora Pocket Books, em 2003, Sextante no Brasil e Bertrand em Portugal. O livro utiliza a ideia de um histórico conflito entre ciência e religião, em particular entre os Illuminati e da Igreja Católica. Está presente na lista dos livros mais vendidos do mundo, com mais de 39 milhões de cópias.

## Sinopse
O professor de Simbologia de Harvard, Robert Langdon é chamado a um dos maiores centros de pesquisa científica do mundo, o CERN para investigar um estranho símbolo marcado a fogo no peito de um cientista suíço. O misterioso assassino consegue matar o cientista e roubar uma das armas mais poderosas da história.
Agora, Langdon vai para a Cidade do Vaticano para impedir que a antiga fraternidade dos Illuminati, agora ressurgida, consiga efetuar a sua tão sonhada vingança contra o seu inimigo mais odiado, a Igreja Católica.

## Personagens
- Robert Langdon: É um professor de simbologilia de Harvard chamado por Maximilian Kohler para investigar a misteriosa morte de um cientista do CERN. Seu nome é, possivelmente, uma homenagem a John Langdon, designer americano, que criou os ambigramas que aparecem no livro. Langdon conheceu a filha do físico assassinado, Vittoria Vetra, que se tornou sua maior amiga durante a aventura.

- Vittoria Vetra: É a filha adotiva de Leonardo Vetra. Foi abandonada por seus pais biológicos num orfanato católico quando criança, onde mais tarde conheceu seu futuro pai adotivo. Quando Leonardo Vetra recebeu um convite para trabalhar no CERN, eles se mudam para Genebra na Suíça. Lá eles desenvolvem pesquisas juntos.

- Maxmilian Kohler: É o diretor do CERN, conhecido como "Der König" que significa "O Rei" em alemão. Kohler é paraplégico e se locomove através de sua cadeira de rodas totalmente equipada com apetrechos de alta tecnologia. A invalidez de Kohler deu-se de uma forma triste, o que explica o seu ódio por religiões.

- Camerlengo Carlo Ventresca: É o camerlengo em atividade quando ocorre a crise no Vaticano. Ventresca tinha um grande amor por sua mãe, Maria, a quem chamava de Bendita. Um dia na Igreja, Carlo distanciou-se dela para ver umas imagens e uma bomba terrorista caiu na igreja e matou sua mãe. A partir daí, ele foi adotado por um bispo e passou a se interessar pelo sacerdócio católico.

## Localidades

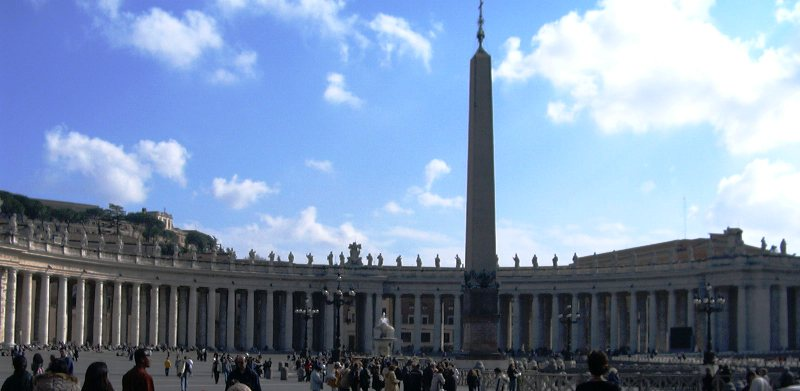
A Praça de São Pedro, um dos principais lugares citados no livro.

O Caminho da Iluminação é um conjunto de monumentos e obras de arte utilizado pelos Illuminati há séculos como orientação secreta até a Igreja da Iluminação. No desenrolar da história Langdon e Vittoria, cruzam os mais interessantes pontos turísticos de Roma e visitam as obras mais fascinantes da cidade. Dentre as inúmeras obras citadas no livro, destacam-se:
1. A Capela Sistina e a Basílica de São Pedro, no Vaticano;
2. A estátua Habacuque e o Anjo no interior da  Capela Chigi;
3. A West Ponente ou 'Respiro de Dio, na Praça de São Pedro;
4. O Êxtase de Santa Teresa, na Igreja de Santa Maria della Vittoria;
5. O Panteão de Roma;
6. A Fonte dos Quatro Rios, na Piazza Navona;
7. O Castelo de Sant'Angelo;
8. A Igreja de Santa Maria del Popolo

Todo o Caminho da Iluminação foi feito por Bernini, que convivia com o Vaticano.

## Livroversusfilme
Assim  como O Código Da Vinci, Anjos e Demônios também foi adaptado para os cinemas como uma sequência ao Código Da Vinci, sendo protagonizado por ninguém menos que Tom Hanks. Ao contrário do primeiro filme, Anjos e Demônios apresenta uma série de diferenças em relação ao livro. Algumas diferenças entre o livro e o filme:
- No livro, apenas Vittoria Vetra e Leonardo Vetra sabem da existência da antimatéria.

- No livro, Vittoria Vetra é filha adotiva do pesquisador assassinado, Leonardo Vetra. No filme, Leonardo Vetra se chama Silvano e não é pai de Vittoria.

- No livro, Leonardo Vetra é encontrado morto com o ambigrama Illuminati selado a fogo no peito e com a cabeça virada para baixo. No filme, o ambigrama não está marcado no peito de Silvano e sua cabeça aparece voltada para cima, tendo um dos olhos sido arrancado para que o assassino conseguisse ultrapassar a segurança usando a retina do falecido.

- O diretor do CERN, Maxmilian Kohler, que tem função importante no livro convocando Langdon a Suíça, não existe no filme. Suas ações são executadas por outros personagens.

- No filme, Robert Langdon vive a aventura após ter descoberto o Código da Vinci (porque alcançou sucesso primeiro). No título do próprio livro pode se ler: Anjos & Demônios:  "A primeira aventura de Robert Langdon".

- O camerlengo Carlo Ventresca, no filme, chama-se Patrick McKenna.

- No livro, Vittoria Vetra usa um short minúsculo e uma camisa sem mangas. No filme, ela usa uma meia calça e saia e uma camisa com manga.

- No livro, o Cardeal Baggia falece. No filme, o Cardeal Baggia sobrevive ao ataque da água e torna-se o Papa após o Conclave.

- No livro, a marca a fogo no peito do camerlengo é um ambigrama conhecido como "diamante Illuminatti", que combina os nomes dos quatro elementos. No filme é o símbolo do Vaticano, duas chaves cruzadas.

- No livro, quem é escolhido como novo papa é o Cardeal Mortati (que se chama Strauss no filme). No filme, é o Cardeal Baggia, que recebe o título de Lucas I.

- No livro, Langdon recebe do Cardeal Mortati, agora o novo papa, o "diamante Illuminatti". No filme, o Cardeal Strauss lhe dá o livro perdido de Galileu, o "Diagramma".

- Vários nomes de vários personagens foram alterados e alguns foram adicionados ao filme:
  - Leonardo Vetra = Silvano Bentivoglio;
  - Carlo Ventresca = Patrick McKenna;
  - Cardeal Mortati = Cardeal Strauss.
  - Os personagens adicionados no  filme  foram: Comandante Richter e Padre Simeon.
  - Obs: No filme não é citado o repórter Gunther Glick e nem a cinegrafista Chinita Macri ambos da BBC.

- No livro, o assassino é negro e, provavelmente, vem do Oriente Médio. No filme é louro e branco.

- No livro, o assassino "sequestra" Vittoria, durante a tentativa de salvamento do Cardeal Guidera (marcado com o ambigrama do fogo) e a leva para a Igreja da Iluminação, onde Robert a encontra após interpretar o último sinal na Fonte dos Quatro Rios e seguir para o Castelo Sant'Angelo. O assassino tenta matar Langdon direcionando-o para a sacada do castelo mas fracassa quando Vittoria solta as cordas que a amarravam e o empurra do alto, matando-o. No filme, Vittoria Vetra não é capturada pelo assassino e este morre na explosão de um carro.

- No livro, Robert Langdon vai com o Camerlengo no helicóptero e acaba pulando dele para sobreviver a explosão. No filme, ele e Vittoria observam enquanto o Camerlengo sobe com o helicóptero e com a Antimatéria.

- No livro, Robert e Vittoria acabam tendo um romance - em um dos capítulos finais eles se beijam - e o livro termina com Vittoria perguntando se ele já teve uma experiência divina. Quando ele responde pela negativa, Vittoria se despe e diz : "Você nunca foi para a cama com uma mestre de ioga, não é?"

- No filme vários membros da guarda suíça acabam sendo mortos pelo assassino, no livro único guarda morto é Olivetti.

- No filme Olivetti é morto com a garganta cortada pelo assassino, no livro Olivetti é morto com o pescoço quebrado e é encontrado por Vittoria.

- No livro, quando ocorre o incêndio em Santa Maria della Vitória, Langdon se esconde em um túmulo que cai e no filme ele vai para uma tumba subterrânea e é encontrado pelos bombeiros.

- No livro quando o assassino vai matar o cardeal Baggia, ele luta com Langdon brevemente, e no filme o assassino simplesmente foge quando joga o cardeal Baggia na fonte dos quatro rios.

- No livro o camerlengo comete suicídio em cima do teto da capela sistina, e no filme ele comete suicídio na entrada das Grutas Vaticanas, bem em frente ao Túmulo de São Pedro, na Basílica.

- No filme, vários repórteres aparecem falando e mentindo sobre o conclave e o que aconteceu na Capela Sistina, no livro não aparece nenhum repórter falando nada.

## Fatos
- O CERN existe de fato e a sua sede realmente fica em Genebra.

- A energia das anti-partículas é real. Ela pode ser o combustível do futuro, pois não é poluente e não contêm radioatividade. As antipartículas são instáveis e podem liberar uma energia de 20 quilotons, a mesma energia da bomba atômica. Isso a torna muito perigosa.

- A fraternidade dos Illuminati realmente existiu e supostamente continua a existir até hoje (CFR). Era uma organização formada por intelectuais que discordavam das ideias da Igreja Católica e do Antigo Regime.

## Inexatidão
A primeira edição do livro continha muitos erros de localização dos lugares em Roma, bem como a incorreta utilização da língua italiana. Algumas das questões linguísticas foram corrigidas nas edições seguintes.
Além da introdução explícita, o livro retrata diversos peritos fictícios que explicam questões sobre ciência, tecnologia, história, e críticos têm apontado erros. Um exemplo disto é a discussão sobre a antimatéria, o livro sugere que a antimatéria pode ser produzida em quantidades úteis e prática e será uma fonte ilimitada de poder. O CERN tem contradito isto, notando que a antimatéria não pode ser usada como uma fonte de energia, porque é artificial, e é gasta mais energia do que produzida posteriormente.
O CERN aponta outro erro no livro, que diz que o CERN é a organização que inventou a internet, quando, na verdade, Tim Berners-Lee e uma pequena equipe do CERN inventaram o HTTP (Protocolo de Transferência de Hipertexto) que levou à World Wide Web, não a Internet, que foi projetada nos Estados Unidos pela DARPA. No entanto, o personagem Maximilian Kohler afirma apenas que CERN na verdade inventou a Web, e uma placa mais tarde repete esta afirmativa. O livro nunca menciona o CERN como o inventor da Internet.